# یژمانوویتسه (استان لهستان کوچک‌تر)
یژمانوویتسه (به لاتین: Jerzmanowice) یک روستا در لهستان است که در گمینا یژمانوویتس-پژگینگا واقع شده‌است.